# Jeff Strasser
Jeff Strasser (* 5. října 1974, Lucemburk, Lucembursko) je bývalý lucemburský fotbalový obránce a reprezentant. Na klubové úrovni hrál mimo Lucembursko v Německu, Francii a Švýcarsku. Po ukončení aktivní hráčské kariéry se stal fotbalovým trenérem.
S 98 odehranými zápasy v lucemburském národním týmu mu patří první příčka v počtu odehraných utkání mezi všemi lucemburskými fotbalovými reprezentanty (platné k říjnu 2015).

## Klubová kariéra
V seniorské kopané debutoval v dresu francouzského klubu FC Metz (1993–1999). S Métami vyhrál v sezóně 1995/96 Coupe de la Ligue (francouzský ligový pohár).
Poté hrál postupně za 1. FC Kaiserslautern, Borussia Mönchengladbach (oba Německo), RC Strasbourg a opět FC Metz (oba Francie). V Lucembursku hrál následně za klub CS Fola Esch s odskokem ve švýcarském klubu Grasshopper Club Zürich.

## Reprezentační kariéra
V A-mužstvu Lucemburska debutoval 12. 10. 1993 v kvalifikačním zápase v Lucemburku proti týmu Řecka (prohra 1:3). Celkem odehrál v letech 1993–2010 za lucemburský národní tým 98 zápasů a vstřelil 7 branek. Působil i v roli kapitána týmu.

## Trenérská kariéra
Po skončení hráčské kariéry se stal v roce 2010 hlavním trenérem lucemburského klubu CS Fola Esch.